# Margaret Spellings

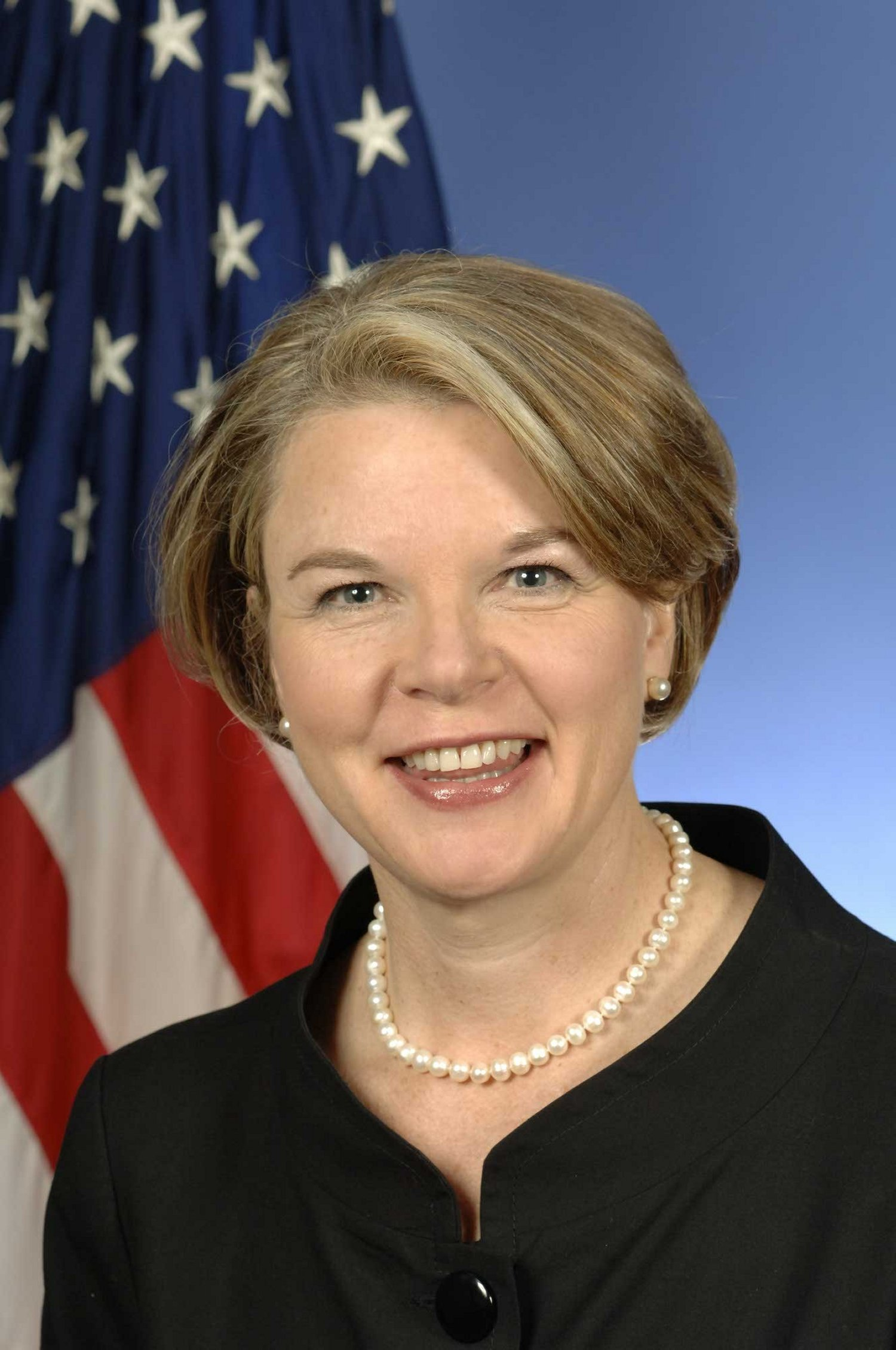
Margaret Spellings

Margaret Spellings, geborene Margaret Dudar (* 30. November 1957 in Michigan) ist eine US-amerikanische Politikerin (Republikanische Partei). Sie war von 2005 bis 2009 Ministerin für Erziehung und Wissenschaft der Vereinigten Staaten.
Die Nominierung der aus Michigan stammenden Margaret Spellings zur Bildungsministerin als Nachfolgerin von Roderick Paige wurde am 20. Januar 2005 vom US-Senat bestätigt. Zuvor war sie als persönliche Assistentin des Präsidenten für Innenpolitik tätig gewesen und verantwortete in dieser Funktion die Planung und Umsetzung der Politik des Weißen Hauses in den Bereichen Bildung, Gesundheit, Arbeit, Transport, Justiz, Wohnungsbau und anderer Elemente der innenpolitischen Agenda von Präsident George W. Bush.  Sie war außerdem eine der Autoren des No Child Left Behind Act.
Vor ihrer Tätigkeit für das Weiße Haus arbeitete Spellings sechs Jahre lang als hochrangige Beraterin von Gouverneur Bush in Texas. Im Rahmen dieser Tätigkeit war sie für die Planung und Umsetzung der Bildungspolitik des Gouverneurs zuständig. Sie war an der Umsetzung der Texas Reading Initiative zur Förderung der Lesefähigkeit bei Grundschulkindern, der Student Success Initiative zur Förderung der sozialen Aufstiegschancen und des effektivsten Bewertungs- und Rechenschaftssystems für Schulen beteiligt, das es in den Vereinigten Staaten je gab. Außerdem unterbreitete sie dem Gouverneur auch Vorschläge für die Besetzung der wichtigsten Ämter im Gouverneursbüro.
Nach ihrer Zeit im Kabinett Bush, die am 20. Januar 2009 endete, übernahm sie einen Beraterposten bei der Boston Consulting Group.